# TT59
TT59 (Theban Tomb 59) è la sigla che identifica una delle Tombe dei Nobili ubicate nell’area della cosiddetta Necropoli Tebana, sulla sponda occidentale del Nilo dinanzi alla città di Luxor, in Egitto. Destinata a sepolture di nobili e funzionari connessi alle case regnanti, specie del Nuovo Regno, l'area venne sfruttata, come necropoli, fin dall'Antico Regno e, successivamente, sino al periodo Saitico (con la XXVI dinastia) e Tolemaico.

## Titolare
TT59 Era la tomba di:
| Titolare | Titolo                                  | Necropoli           | Dinastia/Periodo               | Note                                                                        |
| -------- | --------------------------------------- | ------------------- | ------------------------------ | --------------------------------------------------------------------------- |
| Qen      | Primo Profeta di Mut, Signora di Asheru | Sheikh Abd el-Qurna | XVIII dinastia (Thutmosi III?) | versante est della collina, immediatamente sopra la TT83 e a sud della TT60 |

## Biografia
Del nominativo del padre di Qen resta solo la lettera finale "n" e il titolo di Supervisore dei granai; Tuyu era, invece, il nome della madre, Concubina reale; Meryt il nome della moglie e Amenemhab quello del fratello.

## La tomba
Al contrario di altre tombe di analogo periodo a forma di "T" rovesciata, la TT59 si sviluppa, subito dopo un breve corridoio di ingresso, in una lunga camera che termina in un corridoio trasversale che presenta i lati corti arrotondati. Per questa particolare conformazione, che richiama la forma delle tombe degli inizi della XVIII dinastia e segnatamente quella di Thutmosi III, si è ritenuto che a tale periodo sia ascrivibile questa tomba.
Sulle pareti rappresentazioni (appena abbozzate) del defunto e della moglie in adorazione di Ra-Horakhti, nonché i resti di dipinti relativi al trasporto funebre. In altre scene, alcuni preti offrono libagioni al defunto e alla moglie mentre una scimmia mangia datteri nascosta sotto una sedia; un prete in offertorio a una coppia (forse il defunto offre ai propri genitori), alla presenza di Amenemhab fratello di Qen. Altri dipinti danneggiati rappresentano scene di adorazione e di vita campestre

### Annotazioni
1. ↑  La prima numerazione delle tombe, dalla numero 1 alla 253, risale al 1913 con l’edizione del "Topographical Catalogue of the Private Tombs of Thebes" di Alan Gardiner e Arthur Weigall. Le tombe erano numerate in ordine di scoperta e non geografico; ugualmente in ordine cronologico di scoperta sono le tombe dalla 253 in poi.
2. ↑  I campi della Duat, ovvero l'aldilà egizio, si trovavano, secondo le credenze, proprio sulla riva occidentale del grande fiume.
3. ↑  Nella sua epoca di utilizzo, l'area era nota come "Quella di fronte al suo Signore" (con riferimento alla riva orientale, dove si trovavano le strutture dei Palazzi di residenza dei re e i templi dei principali dei) o, più semplicemente, "Occidente di Tebe".
4. ↑  le Tombe dei Nobili, benché raggruppate in un'unica area, sono di fatto distribuite su più necropoli distinte.
5. ↑  Le note, sovente di inquadramento topografico della tomba, sono tratte dal "Topographical Catalogue" di Gardiner e Weigall, ed. 1913 e fanno perciò riferimento alla situazione dell'epoca.

### Fonti
1. ↑  Gardiner e Weigall 1913.
2. ↑  Donadoni 1999,  p. 115.
3. ↑  Gardiner e Weigall 1913, pp. 20-21.
4. ↑  Porter e Moss 1927,  p. 120.
5. ↑  Porter e Moss 1927,  pp. 120-121.